# Сюльта
Сюльта́ (рос. Сюльта, марій. Сӱльта) — присілок у складі Марі-Турецького району Марій Ел, Росія. Входить до складу Карлиганського сільського поселення.

## Населення
Населення — 109 осіб (2010; 108 у 2002).
Національний склад (станом на 2002 рік):
- марійці — 100 %